# 范琳琳
范琳琳（1991年10月9日—），中國女演員。

## 演艺经历
- 2011年参演电视剧《幸福满满》，從此开始其演艺事业。同年在甄妮、苏瑾、黄海冰主演的电视剧《杀狼花》中饰演周胜男。

- 2013年参演了由何晟铭、白冰主演的电视剧《婚前协议》。同年在朱亚文、倪大红主演的《正阳门下》中饰演关小关 。同年在《桃花绽放》中饰演姚小点。

## 影视作品

### 电视剧
| 首播年份       | 剧名                 | 角色   |
| 2011年12月19日 | 杀狼花               | 周胜男 |
| 2013年1月10日  | 青春正能量之我是女神 | 刘梦洁 |
| 2013年4月2日   | 幸福满满             | 安怡   |
| 2013年6月4日   | 正阳门下             | 关小关 |
| 2013年7月22日  | 婚前协议             | 萧灵儿 |
| 2014年2月20日  | 桃花绽放             | 姚小点 |
| 2015年10月6日  | 班淑传奇             | 阿蕙   |
| 2017年10月30日 | 急诊科医生           | 张泠   |

### 电影
- 冰雪十一天

### 话剧
- 《怀念一段声名狼藉的日子》饰 窦

文芳
- 《灵魂出窍》饰 张佳丽
- 《性情男女》饰 卉卉